# Do They Know It's Christmas?
«Do They Know It's Christmas?» —en español «¿Saben que es Navidad?»— es una canción escrita por Bob Geldof y Midge Ure en 1984 para recaudar fondos para paliar la hambruna en Etiopía. La versión original fue producida por Midge Ure y lanzada por Band Aid el 29 de noviembre de 1984.
En octubre de 1984, se difundió en el Reino Unido un informe de la BBC por Michael Buerk que mostraba la hambruna que azotaba al pueblo etíope. El cantante irlandés Bob Geldof vio el reportaje y tuvo la idea de recaudar dinero. Llamó al escocés Midge Ure de Ultravox y juntos escribieron rápidamente la canción, «Do They Know It's Christmas?», que posteriormente fue uno de los himnos junto a «We Are the World» del mítico Live Aid realizado en 1985 con los mismos fines.
Geldof tuvo una cita en noviembre con el DJ de BBC Radio 1, Richard Skinner, para aparecer en su programa, pero en lugar de hablar sobre su nuevo álbum —la razón original que había citado para su reunión— utilizó su tiempo al aire para promocionar su idea de un sencillo de caridad. Para el momento en que se reclutaron otros músicos había un interés mediático intenso en el asunto. Geldof armó un grupo llamado Band Aid, conformado por cantantes británicos e irlandeses que eran los más populares de la época. El 25 de noviembre de 1984, la canción fue grabada en los estudios Sarm West Studios en Notting Hill, Londres y fue lanzada ocho días después.

## Grabación
Geldof se acercó a Trevor Horn para producir la canción, pero no estaba disponible. En cambio, Horn ofreció su estudio en Londres, Sarm West Studios, de forma gratuita para el proyecto durante 24 horas. Geldof aceptó y asignó a Ure como productor en su lugar. El 25 de noviembre de 1984 grabaron y mezclaron la canción.
Geldof y Ure llegaron primero en la madrugada para que Ure pudiera poner las pistas de acompañamiento grabadas (creadas en su estudio), en el sistema en Sarm. Ure también tenía voces grabadas por Sting y Simon Le Bon, que había adquirido de los artistas de antemano con el fin de proporcionar una guía para los otros vocalistas.
Los medios de comunicación del mundo estaban presentes cuando los artistas comenzaron a llegar, a partir de las 9:00: Duran Duran, Spandau Ballet, Paul Young, Culture Club, George Michael de Wham!, Kool and the Gang, Sting de The Police, Bono y Adam Clayton de U2, Gleen Gregory de Heaven 17 y su compañero de banda Martyn Ware, Phil Collins de Genesis, Paul Weller de The Style Council, Francis Rossi y Rick Parfitt de Status Quo, Jody Watley de Shalamar, Bananarama, Marilyn (que no fue invitado, pero llegó de todos modos) y algunos de compañeros de Geldof de The Boomtown Rats. Sólo asistió uno de los colegas de Ultravox de Ure, Chris Cross. Geldof, notando la ausencia de Boy George (a pesar de que lo llamó a Nueva York el día anterior, exigiendo que cantara), lo llamó nuevamente para sacarlo de la cama y ponerlo en un vuelo transatlántico.
Ure reprodujo la música de fondo y la voz de guía a los artistas juntos y luego decidió, como una manera de conseguir que todos se involucraran de inmediato, filmar el clímax primero, que también permitía que se fotografiara el equipo del día. Los artistas fueron puestos en un grupo enorme y cantaron el estribillo «Feed the world, let them know it's Christmas time again» una y otra vez hasta que se terminó.
Luego Ure buscó un voluntario para ser el primero en cantar la parte principal de la canción. Finalmente Tony Hadley de Spandau Ballet así lo hizo, con un montón de artistas rivales que lo observaban y cantó la canción en vivo. Los otros cantantes asignados luego hicieron lo mismo, con Ure grabando sus esfuerzos y tomando notas en el que se cortan los segmentos en la grabación final. Le Bon, aunque ya había grabado su parte en la casa de Ure, volvió a grabarla para poder ser parte del momento. Sting también lo hizo de nuevo, esta vez para dar armonía.
Phil Collins llegó con su kit completo de batería y esperó hasta que Ure estuviera listo para grabar sobre una pista de caja de ritmos que ya se había puesto en marcha. La canción terminó siendo una mezcla de batería de Collins y de un ritmo africano que abre la canción, tomada de una muestra de «The Hurting» de Tears for Fears.
Ure afirma en su autobiografía que él estaba constantemente luchando con Geldof, el letrista de la canción, pero no conocido por sus habilidades en melodía, y la orden de dejarlo cuando iba a entrar en la cabina de producción y el mal decir del artista detrás del micrófono qué cantar. Ure también tuvo que dejar de lado un intento de los dos miembros de Status Quo de grabar las armonías de «here's to you» porque Parfitt no podía acertar la nota. Rossi después le dijo a Ure que Parfitt nunca cantó en el estudio, sólo en el escenario, y él debería haberlo mantenido lejos del micrófono. Esta sección fue finalmente asumida por Weller, Sting y Gregory. Sin embargo, los Quo fueron capaces de contribuir de otras maneras, de acuerdo con el periodista Robin Eggar:

Una vez que Status Quo produjo su bolsa de cocaína y el alcohol comenzó a fluir —traje seis botellas de vino de mi piso, que desaparecieron en un minuto— se convirtió en una fiesta.
Robin Eggar

Boy George llegó a las 18:00 y se dirigió inmediatamente a la cabina de grabación para entregar sus líneas. Una vez que terminó, Ure tenía todas las voces que necesitaba y, como los artistas comenzaron la fiesta y luego se alejaron, comenzó a trabajar en la mezcla. También se registró en la misma pista de fondo una cara B con mensajes que tenían de artistas que no habían participado de la grabación (incluyendo a David Bowie, Paul McCartney, los miembros de Big Country y Holly Johnson de Frankie Goes to Hollywood). Trevor Horn unió todo en su propio estudio.
A pesar de ser cantantes, ni Geldof ni Ure tenían una línea solista en la canción, aunque ambos participaron en el coro («Feed the world») final.
Ure trabajó en la mezcla durante toda la noche y finalmente completó la tarea a las 8:00 de la mañana del lunes. La canción fue enviada rápidamente a las plantas de impresión que habían prometido tener el sencillo impreso y listo para el martes. Luego de la publicidad y los detalles legales finales, llegó a las tiendas el jueves 29 de noviembre en una funda diseñada por Peter Blake. Se fue directo al #1. Llegó a ser el sencillo más vendido en la historia del Reino Unido.

## Participantes
Los participantes originales de Band Aid fueron (según el orden en la carátula del sencillo):
| - Adam Clayton (U2) - Phil Collins (Genesis) - Bob Geldof (The Boomtown Rats) - Steve Norman (Spandau Ballet) - Chris Cross (Ultravox) - John Taylor (Duran Duran) - Paul Young - Tony Hadley (Spandau Ballet) - Glenn Gregory (Heaven 17) - Simon Le Bon (Duran Duran) - Simon Crowe (The Boomtown Rats) - Peter Robinson (Marilyn) - Keren Woodward (Bananarama) - Martin Kemp (Spandau Ballet) | - Jody Watley (Shalamar) - Bono (U2) - Paul Weller (The Style Council) - james "J.T." Taylor (Kool & the Gang) - Peter Blake (diseñador de la carátula del sencillo) - George Michael (Wham!) - Midge Ure (Ultravox) - Martyn Ware (Heaven 17) - John Keeble (Spandau Ballet) - Gary Kemp (Spandau Ballet) - Roger Taylor (Duran Duran) - Sara Dallin (Bananarama) - Siobhan Fahey (Bananarama) - Pete Briquette (The Boomtown Rats) | - Francis Rossi (Status Quo) - Robert 'Kool' Bell (Kool & the Gang) - Dennis J. T. Thomas (Kool & the Gang) - Andy Taylor (Duran Duran) - Jon Moss (Culture Club) - Sting (The Police) - Rick Parfitt (Status Quo) - Nick Rhodes (Duran Duran) - Johnny Fingers (The Boomtown Rats) - Boy George (Culture Club) - Holly Johnson (Frankie Goes to Hollywood) - Paul McCartney (The Beatles y Wings) - David Bowie - Big Country - Cacho Deicas - Antonio rios |

## Estilo y contenido
La canción se compone de dos partes: un verso y el puente que permite a los cantantes individuales llevar a cabo diferentes líneas, y un coro en forma de dos frases repetidas. El coro fue añadido por Ure poco antes de la sesión de grabación. La primera línea de la grabación es cantada por Paul Young en la versión de 1984, Kylie Minogue en la versión de 1989 y Chris Martin de Coldplay en la versión de 2004. La línea fue originalmente escrita por David Bowie, quien finalmente cantó en el concierto Live Aid en 1985.

## Lanzamiento público
La siguiente mañana Geldof apareció en el Show del Desayuno de Mike Read en BBC Radio 1 para presentar el disco y prometió que cada penique iría a la causa. Esto llevó a un enfrentamiento con el gobierno británico, que se negó a renunciar al IVA de las ventas del sencillo. Geldof hizo titulares retando públicamente a la primera ministra Margaret Thatcher y, sintiendo la fuerza del sentimiento público, el gobierno dio marcha atrás y donó el impuesto de nuevo a la caridad.
Radio 1 comenzó a tocar la canción cada hora —normalmente un sencillo lado A se toca siete u ocho veces por día— lo que se apoderó del ánimo del público. Los DJ's comenzaron a desarmar la canción con el fin de identificar cada vocalista y Geldof persuadió a la televisión de la BBC (que llamó personalmente al controlador de la BBC1 Michael Grade) para que Top of the Pops, el programa insignia, rompiera con la tradición y presentara una canción que aún no se había publicado. Grade vio el video e inmediatamente ordenó que cada programa anterior empezara cinco minutos antes, a fin de darle cabida en Top of the Pops. David Bowie voló a Inglaterra para grabarle una introducción.
El sencillo fue lanzado el 3 de diciembre de 1984, y se fue directo al número uno en las listas de éxitos del Reino Unido, superando a todos los demás registros de la lista en conjunto. Se convirtió en el sencillo de mayor venta única de todos los tiempos en el Reino Unido, vendiendo un millón de copias en la primera semana. Se mantuvo en el número uno durante cinco semanas y, finalmente, vendió más de tres millones de copias.
Mientras el cantante/compositor Jim Diamond estaba en el número uno en las listas de éxitos, el primero de su carrera, declaró públicamente a la gente que no comprara su sencillo «I Should Have Known Better» esa semana, e instó a que en su lugar compraran «Do They...?»: «Estoy encantado de estar en el número uno, pero la semana que viene no quiero que la gente compre mi disco, quiero que en su lugar compren Band Aid». Geldoff declaró: «No lo podía creer. Como cantante que no tuvo un número uno en cinco años, sabía lo que le costó decirlo. Desperdició su primer éxito por otros. Fue genuinamente desinteresado. La semana siguiente «Do They...?» ingresó directamente en el número uno. Esa era la clase de generosidad de espíritu en el exterior».
Cada semana de su permanencia en el número uno, el vídeo apareció en Top of the Pops, aunque por el episodio del día de Navidad con la revisión de los éxitos del año, la canción fue transmitida a través del sistema de altavoces en el estudio, mientras que todos los artistas hacían la mímica de sus propias líneas con la excepción de Bono. U2 no fue invitado al episodio, ya que sólo había tenido un éxito en 1984 y todavía eran relativamente desconocidos, por lo que Paul Weller fue el encargado de hacer la parte de Bono y la suya.
El sencillo fue lanzado justo antes de Navidad con el objetivo de recaudar fondos para el alivio de la hambruna. La esperanza cautelosa de Geldof era de 70 000 libras esterlinas. En última instancia, sin embargo, la canción vendió muchos millones de libras y se convirtió en el sencillo de mayor venta en el Reino Unido, únicamente sobrepasado por el tributo de Elton John a la Princesa Diana de Gales, «Candle in the Wind» (1997).
Con el tiempo, la banda británica-estadounidense Foreigner desplazó a la canción del número 1 en el Reino Unido con su balada «I Want to Know What Love Is» a principios de 1985. Mientras Band Aid estuvo en primera posición, Wham! se había quedado en la posición dos con su doble lado A «Last Christmas»/«Everything She Wants», que convirtió en el sencillo más vendido (por más de un millón) que no alcanzó el puesto número uno en el Reino Unido. George Michael y Andrew Ridgeley donaron sus regalías para Band Aid.
En los Estados Unidos, MTV reprodujo con frecuencia el video durante la temporada de vacaciones. Se vendieron más de un millón de copias en los EE. UU. No alcanzó el número uno en ese país debido al tipo más complejo del sistema de listas, que suma las ventas y el tiempo de emisión radial. A pesar de haber superado en ventas al número uno oficial por cuatro a uno, no alcanzó el Top Ten debido a una falta de cobertura radiofónica, llegando al puesto trece en el Billboard Hot 100.
Doce meses más tarde, «Do They...?» regresó a las listas de Reino Unido, alcanzando el puesto número tres en la semana después de Navidad de 1985, con sólo las canciones de Whitney Houston y Shakin' Stevens evitando que volviera al número uno cuarenta y siete semanas después de haber dejado el puesto uno. En 1986, la canción recibió una nominación al premio Grammy por al mejor video musical de formato corto. También se lanzó un video documental con tomas de la sesión de grabación en VHS y Betamax así como el video de treinta minutos 'Do They Know It's Christmas?' The Story Of The Official Band Aid Video.
En 2001, la canción fue incluida en el CD Now That's What I Call Christmas! junto con otras 35 canciones populares de Navidad, muchas por los artistas originales que la hicieron famosa. Los artistas (o sus herederos legales) que participaron en el CD recibieron un disco de platino por sus contribuciones a su éxito (certificado 6x platino en noviembre de 2004).

## Personal
- Paul Young, Boy George, George Michael, Simon Le Bon, Sting, Tony Hadley, Bono, Paul Weller, Glenn Gregory, Marilyn - voces y coros de la línea vocal
- Adam Clayton, Bob Geldof, Martin Kemp, Nick Rhodes, Andy Taylor, John Taylor, Roger Taylor, Chris Cross, Martyn Ware, Francis Rossi, Rick Parfitt, Bananarama, Jody Watley, Kool & the Gang, John Keeble, Steve Norman - coros de la línea vocal
- Phil Collins - batería y coros de la línea vocal
- Gary Kemp - guitarra y coros de la línea vocal
- Midge Ure - sintetizadores y coros de la línea vocal
- Jon Moss - cascabel, campanas y coros de la línea vocal

## Ventas y certificaciones
| País                       | Certificación | Ventas/Envíos |
| -------------------------- | ------------- | ------------- |
| Reino Unido (BPI)          | 6X Platino    | 3.690.000     |
| Estados Unidos (RIAA)      | Oro           | 2.500.000     |
| Ventas totales disponibles | --            | 6.175.000     |

## Band Aid II
Se grabó nueva versión bajo el nombre de Band Aid II en 1989, producido por el grupo Hit Factory de Stock, Aitken snd Waterman y con artistas más destacados del año como Kylie Minogue, Jason Donovan, Lisa Stansfield, Cliff Richard, Jimmy Somerville, Wet Wet Wet y Bros. También apareció Bananarama, por lo que Sarah Dallin y Keren Woodward fueron los únicos artistas que aparecieron en ambas versiones.
La letra fue reorganizada para tener una estructura más tradicional de «verso y coro», con el verso de apertura dividido en dos con una breve repetición del estribillo final como cierre de ambos, seguida de la sección «here's to you» y una versión final del estribillo de cierre (con comentarios de Michael Buerk al final del video musical).
La canción alcanzó el puesto uno de nuevo para Navidad, recaudando más dinero por lo que fue el último sencillo número uno de la década de 1980. También fue la última canción en Top of the Pops en los años 1980.

### Participantes
| - Bananarama - Big Fun - Bros - Cathy Dennis - D Mob - Jason Donovan - Kevin Godley - Glen Goldsmith - Kylie Minogue | - Pasadenas - Chris Rea - Cliff Richard - Jimmy Somerville - Sonia - Lisa Stansfield - Technotronic - Wet Wet Wet |

## Band Aid 20
Band Aid 20 grabó una tercera versión de la canción en noviembre de 2004 para el vigésimo aniversario de la grabación original, y de nuevo llegó al número uno. La idea fue impulsada por el cantante de Coldplay, Chris Martin, aunque Geldof y Ure se involucraron rápidamente. Geldof hizo la publicidad y le enseñó a los artistas más jóvenes los temas (algunos de ellos no habían nacido cuando se grabó el original) mientras que Ure ayudó al productor Nigel Godrich y filmó el evento para el documental correspondiente.
Esta versión de la canción contó con un segmento extra, un rap de Dizzee Rascal en medio de la sección «here's to you». Bono llegó a la grabación para cantar la misma línea que dos décadas atrás, convirtiéndose en el sexto artista en aparecer en dos versiones —además de Geldof, Ure, Paul McCartney, Sarah Dallin y Keren Woodward (Bananarama)—. Mientras que las versiones de 1989 y 2004 de «Do They Know It´s Christmas?» tuvieron notable éxito en las listas —aunque ambas fueron criticadas por su sonido muy orientado al pop que le quitaba toda la seriedad de la grabación original—, la popularidad de la grabación de 1984 se mantuvo igual y tuvo numerosas reediciones en pequeños números en torno a la Navidad a lo largo de los años.